# Maleabilidad

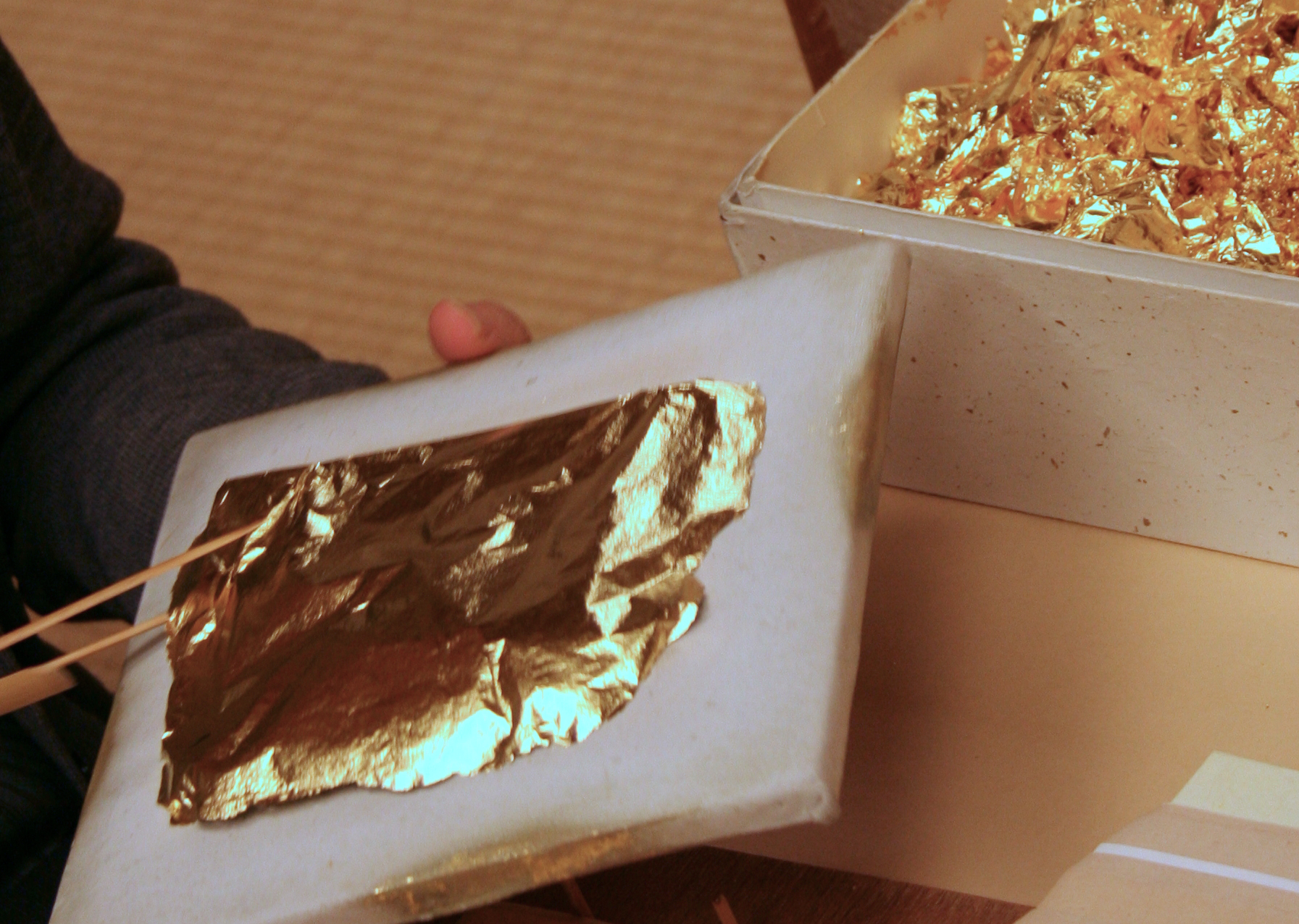
La maleabilidad del oro permite obtener pan de oro.

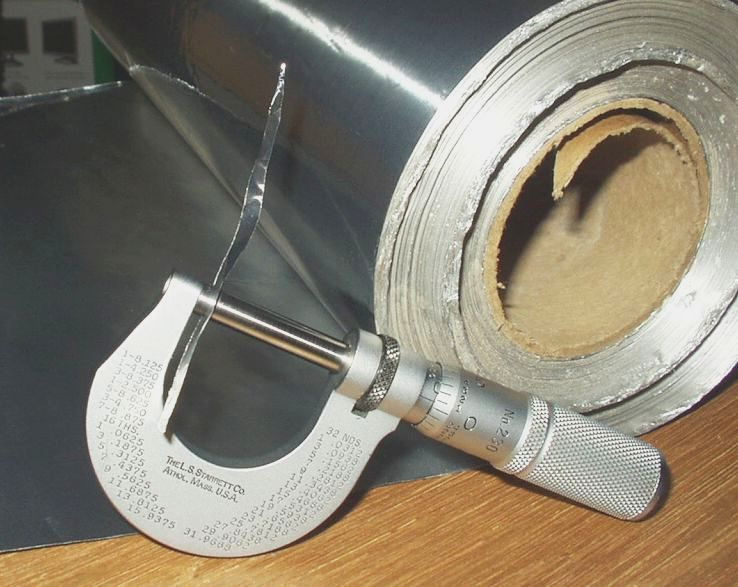
Rollo de papel de aluminio, con micrómetro mostrando un espesor de 0,013 mm.

La maleabilidad es la propiedad de adquirir una deformación mediante una compresión sin romperse. A diferencia de la ductilidad, que permite la obtención de hilos, la maleabilidad favorece la obtención de delgadas o gruesas láminas dependiendo del material usado. También es considerada como una de las pocas propiedades físicas que posee dos propiedades que son: propiedad cuantitativa y propiedad cualitativa.
Georges-Louis Leclerc de Buffon nos dice que "la maleabilidad es el primer índice de ductilidad; pero, sin embargo, solo nos da una noción bastante imperfecta del punto hasta el que puede extenderse la ductilidad".
El elemento conocido más maleable es el oro. También presentan esta característica otros metales como el platino, la plata, el cobre y el hierro.
- Fragilidad
- Laminación
- Coeficiente de Poisson
- Ductilidad

#### ¿Cómo se mide la maleabilidad?
Hay dos formas de medirla. La primera consiste en medir la presión o el esfuerzo de compresión que soporta un material antes de romperse. La otra prueba consiste en medir el grosor de una lámina metálica antes de romperse.